# Equal in the Darkness
〈Equal in the Darkness〉（中文：都沒差）是美國音樂人Steve Aoki、臺灣歌手蔡依林和美國歌手MAX的歌曲。該歌曲由Teemu Brunila、Justin Philip Stein、Steve Aoki及田辰明創作、Steve Aoki製作。該歌曲於2021年10月21日由Liquid State以單曲形式發行，分為中、英文兩個版本。

## 背景
2021年7月29日，蔡依林透露將於近期發行新單曲。同日，Steve Aoki和MAX在美國芝加哥舉辦的「Lollapalooza音樂節」表演一首新歌，歌曲中包含蔡依林聲音，舞台LED螢幕顯示蔡依林中英文名。該歌曲原計劃於同年8月13日發行，Steve Aoki表示將收錄於其新專輯。同年8月19日，蔡依林表示新單曲發行延後，原因為行程調整，歌曲已完成製作。
同年10月19日，Steve Aoki在新浪微博透露和蔡依林、MAX合作的新單曲將於同月21日發行。同月20日，蔡依林表示該歌曲分為不同編曲的中、英文兩個版本，並透露正在拍攝MV。

## 創作
該歌曲以「在黑暗中，我們都會膽怯，正因如此使大家變得平等」為主題。蔡依林表示，歌詞描述人們在面對黑暗、脆弱和難過時所感受的恐懼和無差異，她當時正處於情緒低潮，期望看到曙光，因此決定參與合作。
蔡依林聽到歌曲最初的抒情版本後，對Steve Aoki製作完成的版本充滿期待。為此合作，她不顧時差，多次凌晨兩、三點和對方溝通。Steve Aoki表示，跨越時區合作讓他們能創造出特別作品。

## 音樂影片
2021年10月22日，Steve Aoki在YouTube發布歌曲音樂視覺化影片，並於推特表示MV將於下週發行。同年11月1日，Steve Aoki在YouTube發布MV預告，表示MV將於太平洋時區同月2日上午10點發布。同月15日，蔡依林在YouTube發布歌曲中文版MV。
蔡依林和Steve Aoki、MAX在MV拍攝前多次討論。MV分別於洛杉磯及臺北拍攝，導演Ariel Michelle在洛杉磯透過雲端視訊遠端指導蔡依林拍攝，為蔡依林首次以遠端方式拍攝MV，後續由拍攝團隊進行畫面合成。MV中蔡依林置身透明玻璃框，象徵「被黑暗情緒桎梏，最終掙脫束縛，迎接光明曙光」。她身穿兩套剛柔並濟造型，呼應歌曲「不用只展現最好最堅強一面，面對黑暗恐懼，既要有勇氣，也要敢於脆弱」的主題。

## 其他版本
2021年11月19日，該歌曲的「Steve Aoki Character X」版本發行，該版本結合英文版人聲和中文版音樂。同月23日，Steve Aoki在YouTube發布該版本的歌詞版MV。同年12月3日，該單曲的「The Remixes」版本發行，包含兩首重混版本。

## 商業表現
該歌曲的英文版獲2021年Hit FM年度百首單曲第32名、中文版獲第37名。

## 評價
曾仁義評價，蔡依林多方嘗試跨界合作，不僅面向華語音樂市場，也積極挑戰國際市場，展現領導力和勇氣。

## 獎項
2021年11月30日，歌曲〈都沒差〉入圍亞洲流行音樂大獎2021最佳合作單曲。2023年7月8日，〈都沒差〉獲得第四屆騰訊音樂娛樂盛典年度跨界合作單曲。

## 現場表演
2021年7月29日，Steve Aoki和MAX於美國芝加哥舉辦的「2021年Lollapalooza音樂節」共同表演歌曲〈Equal in the Darkness〉。

## 曲目
數位下載、串流媒體
1. 〈Equal in the Darkness〉——3:30
2. 〈都沒差〉——3:30

數位下載、串流媒體——〈Equal in the Darkness〉（Steve Aoki Character X version）
1. 〈Equal in the Darkness〉（Steve Aoki Character X version）——3:30

數位下載、串流媒體——《Equal in the Darkness〉 (The Remixes)
1. 〈Equal in the Darkness〉（Gabry Ponte remix）——3:01
2. 〈Equal in the Darkness〉（Crazy Donkey remix）——3:03

## 排行榜
| 排行榜（2021年） | 最高排名 |
| ---------------- | -------- |
| 中國大陸（騰訊） | 59       |

## 發行歷史
| 地區 | 日期           | 版本                           | 格式              | 經銷商       |
| ---- | -------------- | ------------------------------ | ----------------- | ------------ |
| 全球 | 2021年10月21日 | 原版                           | 數位下載 串流媒體 | Liquid State |
| 全球 | 2021年11月19日 | Steve Aoki Character X version | 數位下載 串流媒體 | Liquid State |
| 全球 | 2021年12月3日  | The remixes                    | 數位下載 串流媒體 | Liquid State |